# Arsen Harutiunian
Arsen Karen Harutiunian (en armenio: Արսեն Կարենի Հարությունյան; Ereván, 22 de noviembre de 1999) es un deportista armenio que compite en lucha libre.
Ganó tres medallas de bronce en el Campeonato Mundial de Lucha entre los años 2021 y 2023, y seis medallas en el Campeonato Europeo de Lucha entre los años 2019 y 2025.
Participó en dos Juegos Olímpicos de Verano, en los años 2020 y 2024, ocupando el séptimo lugar en París 2024, en la categoría de 57 kg.

## Palmarés internacional
| Campeonato Mundial | Campeonato Mundial      | Campeonato Mundial | Campeonato Mundial |
| Año                | Lugar                   | Medalla            | Categoría          |
| ------------------ | ----------------------- | ------------------ | ------------------ |
| 2021               | Oslo (Noruega)          | Medalla de bronce  | 61 kg              |
| 2022               | Belgrado (Serbia)       | Medalla de bronce  | 61 kg              |
| 2023               | Belgrado (Serbia)       | Medalla de bronce  | 57 kg              |
| Campeonato Europeo |                         |                    |                    |
| Año                | Lugar                   | Medalla            | Categoría          |
| 2019               | Bucarest (Rumania)      | Medalla de oro     | 61 kg              |
| 2020               | Roma (Italia)           | Medalla de bronce  | 61 kg              |
| 2022               | Budapest (Hungría)      | Medalla de oro     | 61 kg              |
| 2023               | Zagreb (Croacia)        | Medalla de oro     | 61 kg              |
| 2024               | Bucarest (Rumania)      | Medalla de oro     | 57 kg              |
| 2025               | Bratislava (Eslovaquia) | Medalla de plata   | 61 kg              |